# La Mantis
La Mante (en español «La Mantis») es una miniserie francesa, estrenada en Netflix el 30 de diciembre de 2017, después de su estreno en el canal TF1 en septiembre de 2017. Fue publicada en Netflix France el 13 de octubre de 2017.

## Sinopsis
En París, la policía está en busca de un psicópata cuyos asesinatos fueron inspirados por Jeanne Deber, conocida como "La Mantis", una famosa asesina serial que aterrorizó al país 25 años atrás. Jeanne Deber ofrece su experiencia a la policía para ayudar a capturar al imitador. Colocada en confinamiento solitario desde su arresto, La Mantis tuvo una condición: trabajar solamente con el detective Damien Carrot, su hijo, quien la desprecia.

## Reparto
- Carole Bouquet como Jeanne Deber / The Mantis.[4]
- Fred Testot como Damien Carrot.
- Jaques Weber como Charles Carrot.
- Pascal Demolon como Dominique Feracci.
- Manon Azem como Lucie Carrot.[5]
- Serge Riaboukine como Crozet.
- Robinson Stevenin como Alex Crozet.
- Fredérique Bel como Virginie Delorme.
- Elodie Navarre como Szofia Kovacs.
- Adama Niane como Stern.
- Yannick Samot como Bertrand.
- Steve Tran como Achille.
- Julien Tortora como Gallieni.